# Eustrotia expatriata
Eustrotia expatriata là một loài bướm đêm trong họ Noctuidae.